# Comandante supremo del Ejército Popular de Corea

Bandera del comandante supremo antes de 2002.

El comandante supremo del Ejército Popular de Corea es el jefe del Ejército Popular de Corea (EPC) las fuerzas armadas de Corea del Norte y está a cargo de una de las fuerzas armadas más grandes, del mundo que tiene 1,8 millones de efectivos en servicio activo y fuerzas de reserva. Constitucionalmente el cargo es para el presidente de la Comisión Nacional de Defensa de Corea del Norte. Según la Constitución de Corea del Norte: «El primer presidente de la Comisión Nacional de Defensa de Corea es el comandante supremo de las fuerzas armadas de la República Popular Democrática de Corea y lidera todas las fuerzas armadas del Estado.»

## Historia
Choi Yong-kun fue el primer comandante supremo del Ejército Popular de Corea desde la fundación de Corea del Norte en 1948 hasta 1950, mientras Kim Il-sung se convirtió en el primer líder del país con el apoyo de la Unión Soviética y China. Durante la guerra de Corea (1950-1953), Kim, que era el secretario general del Partido del Trabajo de Corea (PTC) y premier de Corea del Norte se convirtió en jefe del EPC y estuvo a cargo de las operaciones militares solamente para ser necesitado por China en las posteriores etapas. Después de la guerra reasumió el mando del ejército después de su elección como presidente de Corea del Norte en 1972. En la década de 1990 cedió los cargos de presidente de la Comisión Nacional de Defensa y comandante supremo del EPC, un año antes de morir, a su hijo y sucesor como líder del país Kim Jong-il.
Tras la muerte de su padre en 1994, Kim Jong-il lo sucedió como líder y jefe del EPC; impuso la política songun, que prioriza los asuntos militares sobre todo. Al morir en 2011 fue sucedido por su hijo Kim Jong-un como nuevo líder del país y del Ejército, siendo públicamente declarado como comandante supremo por el diario Rodong Sinmun el 24 de diciembre de 2011 y oficialmente asumió el mando el 30 de diciembre.

## Lista de comandantes supremos
| Imagen | Nombre        | Periodo                                         | Vida                                                      | Rango militar       |
| ------ | ------------- | ----------------------------------------------- | --------------------------------------------------------- | ------------------- |
|        | Choi Yong-kun | 8 de febrero de 1948-4 de julio de 1950         | 21 de junio de 1900 – 19 de septiembre de 1976 (76 años)  | Vicemariscal        |
|        | Kim Il-sung   | 4 de julio de 1950-24 de diciembre de 1991      | 15 de abril de 1912 – 8 de julio de 1994 (80 años)        | Generalísimo        |
|        | Kim Jong-il   | 24 de diciembre de 1991-17 de diciembre de 2011 | 16 de febrero de 1941 – 17 de diciembre de 2011 (70 años) | Generalísimo        |
|        | Kim Jong-un   | 30 de diciembre de 2011-presente                | 8 de enero de 1983 (40 años)                              | Mariscal de la RPDC |